# Hiroshi Oshima

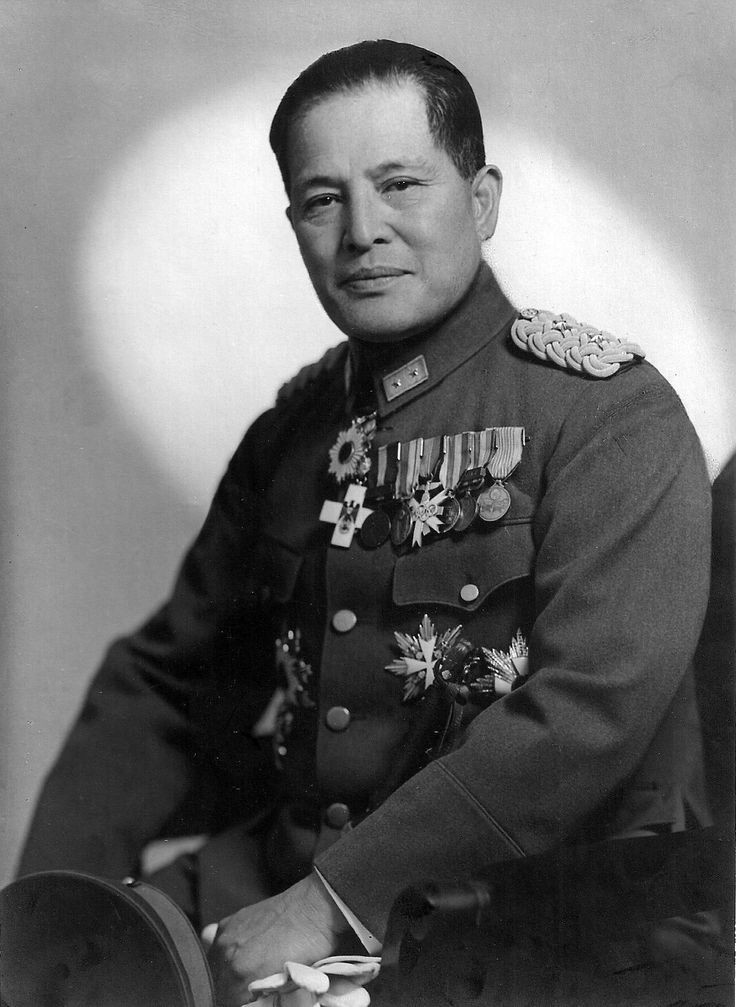
Hiroshi Ōshima

Barão Hiroshi Ōshima (大島 浩, Ōshima Hiroshi, 19 de abril de 1886 - 6 de junho de 1975) foi um general do Exército Imperial Japonês, embaixador japonês na Alemanha antes e durante a Segunda Guerra Mundial e (sem querer) uma importante fonte de inteligência de comunicações para os Aliados. Seu papel talvez tenha sido melhor resumido pelo general George C. Marshall, que identificou Ōshima como "nossa principal base de informações sobre as intenções de Hitler na Europa". Após a Segunda Guerra Mundial, ele foi condenado por crimes de guerra e condenado à prisão perpétua, mas foi libertado em 1955.